# Jōkyū-Krieg
Der Jōkyū-Krieg (jap. 承久の乱 jōkyū no ran, dt. „Unruhen der Jōkyū-Ära“), auch Jōkyū-Rebellion, war ein militärischer Konflikt in Japan im Jahr 1221 (3. Jahr der Jōkyū-Ära) zwischen den Streitkräften des abgedankten Tennō Go-Toba und denen des Hōjō-Klans, den Regenten des Kamakura-Shogunats, welche der Tennō stürzen wollte.
Die wichtigste Schlacht fand bei Uji statt und war bereits die dritte Schlacht, die dort innerhalb eines halben Jahrhunderts ausgetragen wurde.

## Übersicht
Zu Beginn des 13. Jahrhunderts behinderte das Kamakura-Shogunat die politischen Manöver von Tennō Go-Toba. Die Unabhängigkeit anstrebend und seine rechtmäßige Macht als Herrscher Japans einfordernd, sammelte er im Jahre 1221 Verbündete um sich und plante den Sturz des Shogunats. Diese Verbündeten bestanden größtenteils aus Mitgliedern des Taira-Clans und anderen Feinden der Minamoto, den Siegern im Genpei-Krieg und Repräsentanten des Shogunats.
Im fünften Mondmonat 1221 legte Go-Toba, ohne Absprache mit dem Shogunat, die kaiserliche Erbfolge fest und lud eine große Anzahl potenzieller Verbündeter aus den Reihen der östlichen Krieger von Kyōto zu einem großen Fest, um auf diese Weise die Gefolgschaftsverhältnisse bei den Ablehnenden zu prüfen. Ein bedeutender Beamter wurde ermordet, als er so seine Treue zum Shogunat offenbarte. Mehrere Tage später erklärte der kaiserliche Hof den Regenten und Vertreter des Shogunats, Hōjō Yoshitoki zum Gesetzlosen und drei Tage später war ganz Ost-Japan im Aufstand.
Hōjō Yoshitoki entschied sich für eine Offensive gegen Go-Tobas Streitkräfte in Kyōto und verwendete dabei eine Strategie mit drei Flügeln: Ein Flügel kam von den Bergen, einer aus dem Norden und der dritte, befehligt von Yoshitokis Sohn Yasutoki, näherte sich auf der Tōkaidō.
Diese Streitkräfte trafen auf schwachen Widerstand auf ihrem Weg zur Hauptstadt; die kaiserlichen Heerführer wurden einfach ausmanövriert. Go-Toba verließ Kyōto, als er von dieser Reihe von Niederlagen hörte, und suchte Schutz bei den Sōhei, den Krieger-Mönchen vom Berg Hiei. Die Mönche verweigerten ihm ihre Hilfe aufgrund angeblicher eigener Schwäche und der Tennō kehrte wieder nach Kyōto zurück. Die Überreste der kaiserlichen Armee kämpften ihr letztes Gefecht an der Brücke über den Fluss Uji, an welcher auch 41 Jahre früher die Eröffnungsschlacht des Genpei-Krieges ausgetragen wurde. Yasutokis Kavallerie trieb eine Öffnung in die kaiserlichen Streitkräfte und zerstreute sie.
Die Hauptstadt wurde durch Yasutoki eingenommen und die Rebellion niedergeschlagen. Go-Toba wurde für den Rest seines Lebens auf die Oki-Inseln verbannt. Seine Söhne, die abgedankten Tennō Tsuchimikado und Juntoku sowie der erst neu eingesetzte Tennō Chūkyō wurden ebenfalls verbannt. Neuer Tennō wurde Go-Horikawa, ein Neffe Go-Tobas.